# Reino da Líbia
O Reino da Líbia, (em árabe: المملكة الليبية, em italiano:  Regno di Libia), originalmente chamado de Reino Unido da Líbia, passou a existir após a independência em 24 de dezembro de 1951 e durou até um golpe de estado liderado pelo coronel Muammar al-Gaddafi, que em 1 de setembro de 1969 derrubou o rei Idris I e estabeleceu a República Árabe Líbia.
Em 1843, Maomé ibne Ali Senussi fundou a Ordem Senussi, que era um movimento que pregava o renascimento islâmico, defendendo uma visão austera, um retorno ao islamismo simples e ortodoxo pregado por Maomé, em oposição ao sufismo, que tinha grande presença na região, os puritanos da Ordem Senussi, que também atuavam no Egito, primeiramente ganharam adeptos entre as tribos do interior e logo controlaram a maior parte da Líbia. Tal organização, que também dava assistência educacional e material.

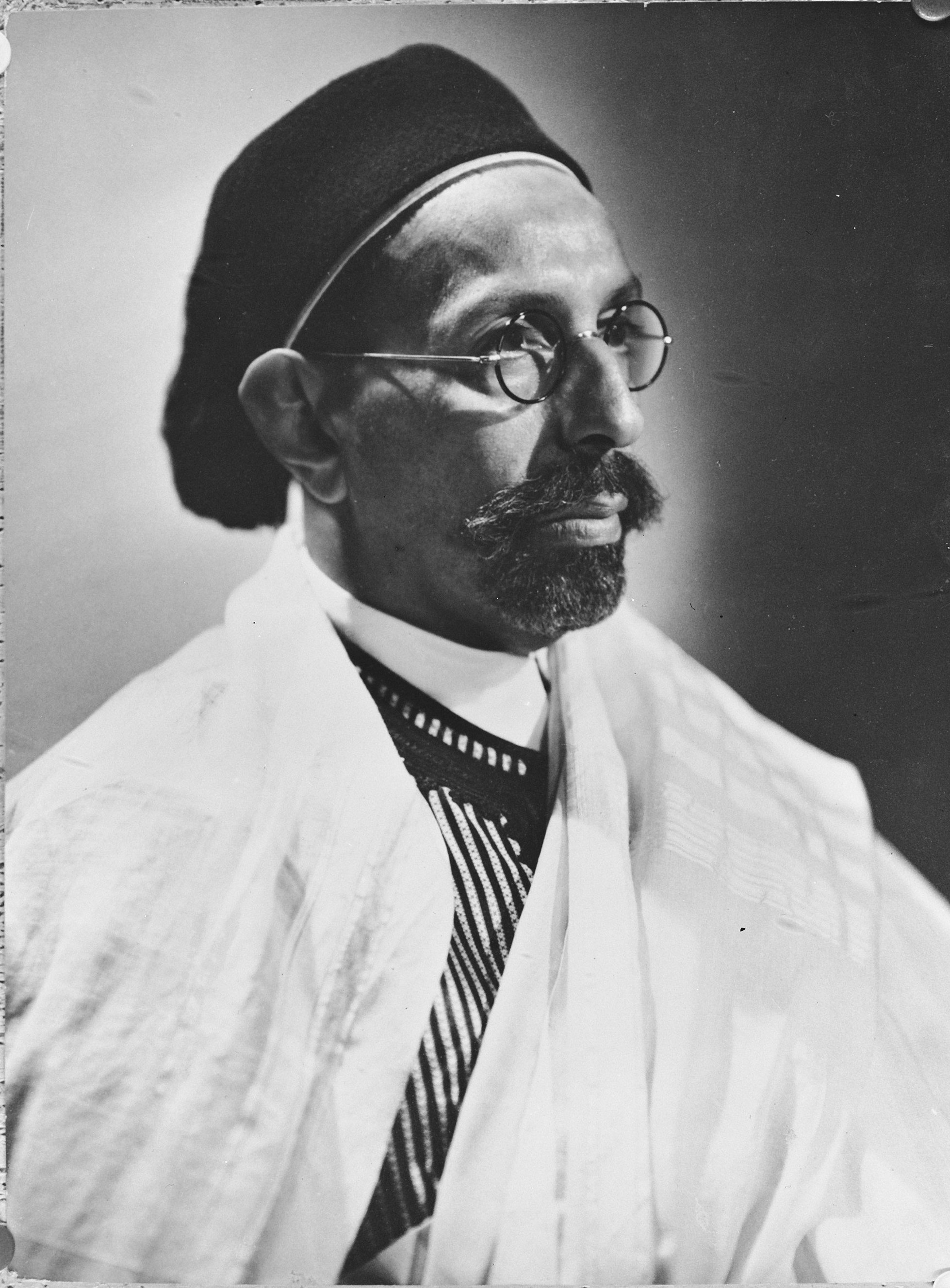
Emir Idris, coroado como r.

Em 1911, com o declínio do Império Otomano, a Itália invadiu a Líbia sob o pretexto de defender seus colonos estabelecidos na Tripolitânia, desencadeando a Guerra ítalo-turca (1911  1912), na qual a ordem aliou-se aos turcos. A Itália venceu o conflito e passou a dominar o litoral do país, que era a última possessão otomana no Norte de África. Os otomanos renunciaram a seus direitos sobre a Líbia em favor da Itália por meio do Tratado de Lausana ou de Ouchy (1912).
Com a eclosão da Primeira Guerra Mundial, os italianos ocuparam os portos de Trípoli e de Homs, no entanto, como os turcos antes deles, nunca conseguiram afirmar sua autoridade plena sobre as tribos do interior do desértico, que durante a Primeira Guerra Mundial se aliaram e foram apoiadas pelas Potências Centrais contra a Tríplice Entente que tinha um acordo com a Itália.
Em 1917, Amade Xarife Senussi fugiu para a Turquia, após perder uma batalha contra as forças italianas e britânicas e Idris Senussi assumiu o comando da Ordem que assinou uma trégua com o com o Império Britânico.
Em 1920, a Itália reconheceu Idris como Emir do Interior da Líbia, mas a ordem continuou a apoiar um movimento armado na Cirenaica contra os colonizadores, que foi derrotado em 1931, quando Sidi Omar al-Mukhtar, seu principal comandante, foi enforcado pelos italianos .
Esta situação alterou-se com a tomada do Poder na Itália por parte dos fascistas, que nomearam de imediato um governador capaz de impor a vontade italiana no território. Tal foi conseguido com algum sucesso, embora a região de Cirenaica, no Nordeste da Líbia, de forte implantação Senussi, constituísse um autêntico enclave que os italianos nunca conseguiram verdadeiramente dominar. A colonização italiana, que foi reforçada em 1935 por uma colonização demográfica, como a denominou Benito Mussolini, contribuiu para um rápido desenvolvimento a todos os níveis, sendo a Líbia incorporada ao Reino de Itália (1939), situação que durou até à Segunda Guerra Mundial, quando as campanhas no Norte de África destruíram quase por completo a estrutura econômica do país. A colonização não alterou a estrutura econômica do país, mas contribuiu para melhorar a infraestrutura, como a rede de estradas e o fornecimento de água às cidades.
Durante a Segunda Guerra Mundial, o território líbio foi cenário de combates decisivos. Entre 1940 e 1943 houve a campanha da Líbia entre o Afrikakorps do general alemão Rommel e as tropas inglesas. No meio deste descalabro, graças ao voluntarismo de forças Senussi, que lutaram ao lado dos Aliados, nomeadamente ao lado dos Ingleses, a Líbia encontrou apoio suficiente para contrariar a pretensão da Itália de permanecer no país. Findas as hostilidades, com o encerramento da Campanha da Líbia, o Reino Unido encarregou-se do governo da Cirenaica e da Tripolitânia, e a França passou a administrar Fezã. Essa nações mantiveram a Líbia sobre forte governo militar até que a Assembléia Geral das Nações Unidas votou uma resolução onde se podia ler que a Líbia deveria tornar-se um reino independente até 1 de Janeiro de 1952. Assim, em 1950, o líder religioso dos senússitas, o pró-britânico Emir Idris, foi escolhido como rei por uma assembleia nacional, sendo coroado com o nome de Idris I (r. 1951–1969). O rei Idris I declarou a independência do país em 24 de dezembro de 1951, reunindo os territórios num único Estado federal, com o nome de Reino Unido da Líbia, ao mesmo tempo que proibia a existência de partidos políticos, orientando o seu poder por linhas fundamentalistas.
A constituição 1951 estabeleceu uma monarquia constitucional com características federalistas, que tinha instituições como um Primeiro-Ministro, que presidia o Conselho de Ministros, e um Poder Legislativo bicameral, com uma Câmara de Deputados com todos os integrantes eleitos e um Senado que tinha metade de seus integrantes nomeados pelo monarca. A primeira eleição foi realizada em fevereiro de 1952.
Idris baseou o seu poder sobre na autoridade religiosa e teve apoio das famílias líbio-turcas residentes nos Estados Unidos e na Grã-Bretanha. Depois de sua admissão na Liga Árabe, em 1953, a Líbia firmou acordos para a implantação de bases estrangeiras em seu território. Em 1954, houve a concessão da Base Aérea de Wheelus, perto de Trípoli aos norte-americanos, enquanto os britânicos obtiveram concessão semelhante perto de Tobruque. A influência econômica dos Estados Unidos e do Reino Unido, autorizados a manter tropas no país, tornou-se cada vez mais poderosa.
Apesar do apoio ocidental à monarquia líbia, este país nunca conseguiu deixar a situação econômica e socialmente precária herdada da Segunda Guerra Mundial, quadro que só foi alterado quando foram descobertas, em 1957, as primeiras de muitas jazidas de petróleo. A descoberta do petróleo, do qual a Líbia detém a nona maior reserva mundial, constituiu o fator decisivo para que o governo líbio exigisse a retirada das forças estrangeiras, o que provocou graves conflitos políticos com aquelas duas potências e com o Egito.
Em 1963, o sistema federalista de governo foi substituído por uma monarquia unitária, que deu mais poder ao monarca. Os três estados do sistema federal (Fazânia, Tripolitânia, Cirenaica) foram substituídos por 10 províncias com menor autonomia.
O monarca Idris I administrou o Estado Líbio até 1969. Nesse ano, um golpe de estado incentivado por Muammar al-Gaddafi obrigou-o a renunciar ao trono e a exilar-se no Egito. Foi estabelecida um República de cariz autoritário e repressivo administrada pelo líder da revolução. Por sua vez, al-Gaddafi manter-se-ia no poder até 2011, destituído no decorrer da Guerra Civil Líbia.